# 格勒梅什蒂鄉
47°55′N 26°09′E / 47.917°N 26.150°E
格勒梅什蒂鄉（羅馬尼亞語：Comuna Grămești, Suceava），是羅馬尼亞的鄉份，位於該國東北部，由蘇恰瓦縣負責管轄，面積37平方公里，海拔高度293米，2007年人口3,098，人口密度每平方公里83人。